# Turricula nelliae
Turricula nelliae is een slakkensoort uit de familie van de Clavatulidae. De wetenschappelijke naam van de soort is voor het eerst geldig gepubliceerd in 1877 door E. A. Smith.

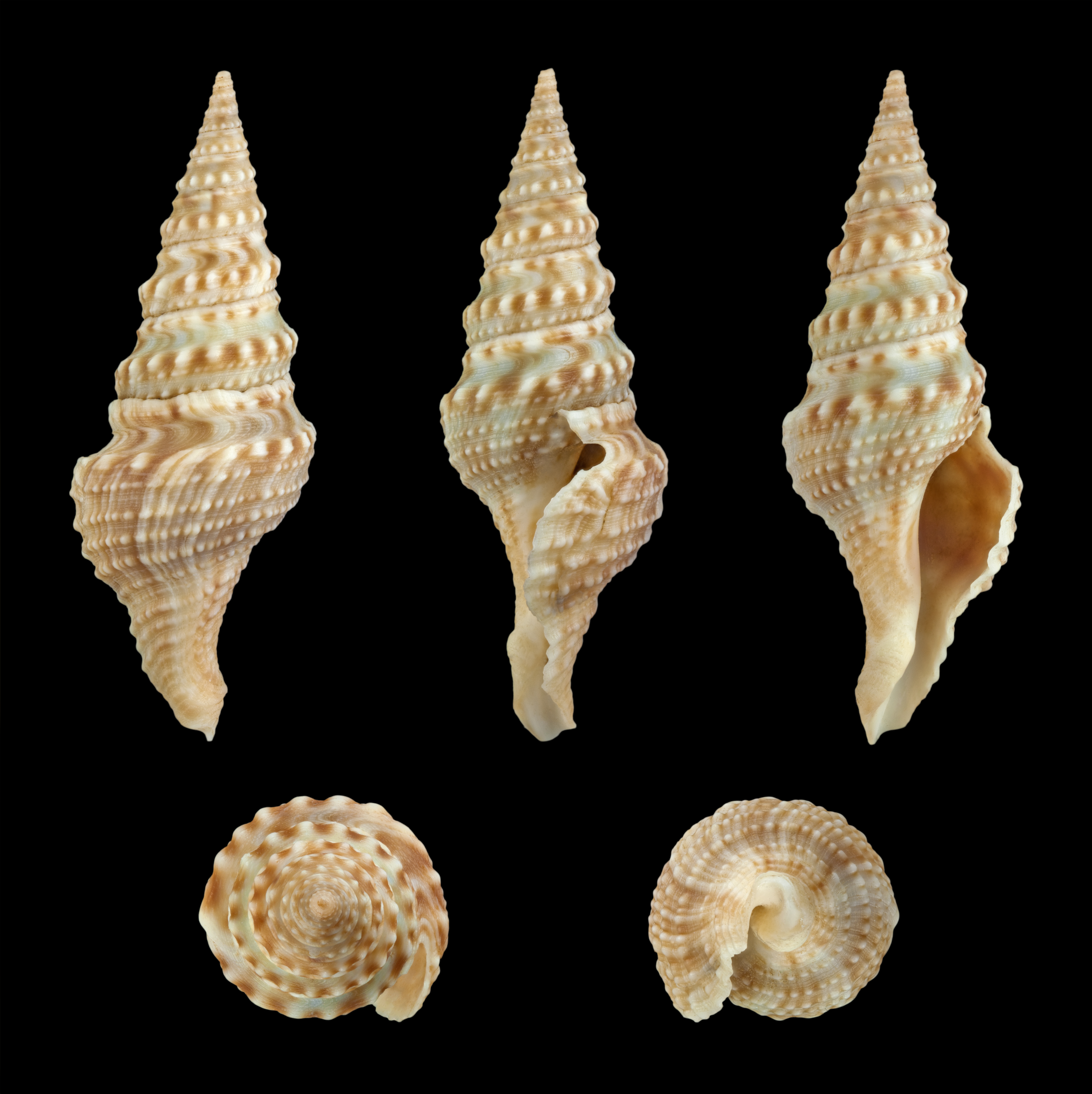
Turricula nelliae spuria (Hedley, 1922)